# Arthur Firstenberg
Arthur Firstenberg   (Brooklyn, 28 de maig de 1950 - Santa Fe, 25 de febrer de 2025)) va ser un escriptor i activista estatunidenc, fundador de Cellular Phone Task Force (grup de treball sobre telefonia mòbil), agrupació independent que es dedica a alertar sobre els efectes de la radiació electromagnètica en el medi ambient i en la salut.

## Biografia
Firstenberg va ser becari de Westinghouse, es va llicenciar en matemàtiques per la Universitat Cornell el 1971 i va continuar a la facultat de medicina des del 1978 fins al 1982. No va acabar la facultat de medicina a causa d'una malaltia que ell va atribuir a la hipersensibilitat electromagnètica provocada per haver rebut més de quaranta radiografies de diagnòstics dentals.

### Campanya contra la tecnologia de microones
D'ençà del 1996, Firstenberg ha argumentat en nombroses publicacions que la tecnologia sense fil és perillosa i que la indústria de les telecomunicacions n'ha ocultat l'evidència dels efectes nocius almenys des del 1927. L'any 1997, el Cellular Phone Task Force va ser el principal demandant en una impugnació dels límits d'exposició a la radiació de radiofreqüències establerts per la Comissió Federal de Comunicacions (FCC), a la qual impugnació es van unir dotzenes d'altres parts, inclosa l'Associació Ad Hoc de Parts Afectades per les Regles de la Comissió Federal de Comunicacions sobre Salut i Seguretat de Radiofreqüències (AHA). El Tribunal d'Apel·lacions del Segon Circuit va fallar a favor de la FCC, i el Tribunal Suprem dels Estats Units rebutjà una apel·lació d'amicus curiae presentada pels senadors Patrick Leahy i Jim Jeffords.
El 2008, Firstenberg va ser un dels demandants en un altre cas presentat davant el Tribunal Suprem dels Estats Units contra la ciutat de Santa Fe (Nou Mèxic) per discriminació contra les persones al·lèrgiques a la radiació electromagnètica mantenint xarxes sense fil gratuïtes en els edificis de la ciutat. El cas fou desestimat el 2011.
Al gener del 2010, Firstenberg entaulà una demanda per danys i perjudicis contra un veí que es negava a apagar el seu telèfon mòbil i altres dispositius electrònics. Al·legà que, a causa dels cables compartits, els camps electromagnètics generats pels dispositius electrònics del seu veí el mantenien despert de nit i li arruïnaven la salut, i afirmà que, de resultes d'això, havia acabat sense llar. El Primer Tribunal de Districte de Nou Mèxic desestimà la demanda al setembre del 2012, per falta de proves suficients. Al desembre, Firstenberg interposà recurs de sobreseïment, i el 9 de març de 2015 el Tribunal d'Apel·lacions de Nou Mèxic confirmà la desestimació del tribunal de districte.
Firstenberg també va ser membre d'una organització a Santa Fe, Nou Mèxic, anomenada Once a forest (Una vegada un bosc), que promou la prohibició d'incendis controlats en terrenys públics. El grup s'oposa a polítiques de gestió forestal com ara l'aclarida i la crema prescrita. Les seues opinions són controvertides.

## Obres
- Microwaving Our Planet: The Environmental Impact of the Wireless Revolution. Cellular Phone Task Force, 1997.
- The Invisible Rainbow: A History of Electricity and Life. Chelsea Green, 2020.